# パピルス (UNDERTALE)
パピルス（Papyrus）は、トビー・フォックスによって作成されたRPG『UNDERTALE』に登場する架空のキャラクター。

## 人物

### 外観
サンズ（Sans）を兄に持ち、彼よりも背が高いスケルトン。普段は赤いスカーフに赤い手袋、赤い靴を履いていて、鎧も着ている （本人曰く「せんとうようボディ」）。
本編以前には、兄のサンズと共にどこからかスノーフル（Snowdin）の街に引っ越しており、パピルスはロイヤル・ガード（Royal Guards）の見習いとして雇われている。

### 性格
一人称は「オレさま」で兄の前では稀に「ボク」。プレイヤーに対しては「きさま」と呼ぶ。かなりの自信家で、ナルシストかつポジティブな言動が多い。兄のサンズとは対照的に、几帳面でしっかりした性格である。そのため、ズボラな兄の行動にいつも呆れており、彼と会うたびに愚痴をこぼすが、大抵はサンズの話術で言いくるめられている。またどこか抜けている一面があり、行動が空回りして裏目に出ることもしばしばある。
反面かなりのお人好しで、初対面である主人公に罠を仕掛けるも情が移って仕掛けを明かす、罠を自ら撤去するなど、次第に優しさが滲み出てくる（本人は認めていない）。アンダイン曰く「実力はあるがピュアでいいやつすぎる」とのこと。

### 劇中での活躍
最初の登場はスノーフルにて、サンズから「ちょうどいいかたちのランプに隠れて」と頼まれた後に登場する。パピルスは自分のことを「すじがねいりのニンゲンハンター」と自称しており、ロイヤル・ガード（Royal Guards）の見習いであり、ロイヤル・ガードの中で出世をするためにニンゲン（プレイヤー）を捕らえると息巻いている。
当初はサンズと共に現れ、主人公に様々な罠を仕掛けるが、彼の優しすぎる性格もあって全て失敗。最終的には主人公と仲良くなりたいという気持ちを押し殺して自らプレイヤーに戦闘を挑む。彼を攻撃することなく戦闘に勝利すると、主人公は正式にパピルスの友人と認められ、家に招かれる。また主人公の携帯電話には、パピルスの電話番号が追加される。
その後、人間は近衛隊の隊長アンダインに狙われるようになり、パピルスは人間を傷つけないように説得しようとし、2人が戦うのを防ごうとするが失敗し、プレイヤーはアンダインと戦うこととなる。アンダインとの戦闘の後、パピルスはアンダインの家にプレイヤーを招き、アンダインとプレイヤーを親密にさせることに成功。その後どの部屋でもパピルスに電話をかけると、アンダインも会話に登場することになる。
エンディングではプレイヤーの選択によってパピルスの結末は変化する。パピルスを倒さなかった場合はエンドロール後の電話に登場し、ルートの分岐によっては地下世界の国王に就任するものもある。逆に倒した場合はアンダインやモンスターたちに恨まれ、サンズは最後の回廊でプレイヤーと再会した際、プレイヤーを「このクソニンゲンが。」と罵倒する。
真の平和主義ルート（Pルート）ではニューホームに仲間とともに集合するもそこにフラウィ（Flowey）が割り込んですべてのモンスターの魂を奪い、真の姿であるアズリエル・ドリーマーになる。しかしプレイヤーはアズリエルを倒し、パピルスと残りの失われた魂を全員救出する。すべてが終わった後はアズリエルによってバリアが破壊されたため、パピルスはほかのモンスターと共に地下世界を離れる。エンディングでは、夢であったスポーツカーに乗り、ハイウェイを爆走する姿が描かれている。
虐殺ルート（Gルート）では、主人公の身なりをみて、プレイヤーが道を踏み外していることを指摘。プレイヤーを改心させるべく、丸腰で説得しようとする。殺害した場合、誰かがプレイヤーを改心させてくれること、プレイヤーは自覚がなくても立派な人になれることを信じ、塵となって消えていく。

## 開発
パピルスは、フォントのComic Sansにちなんで名づけられたサンズという兄とペアになっている。このため、パピルスのダイアログテキストはPapyrusフォントで表示される。